# La Souterraine
La Souterraine este o comună în departamentul Creuse din centrul Franței. În 2009 avea o populație de 5.496 de locuitori.

## Evoluția populației
| An        | 1975  | 1982  | 1990  | 1999  | 2006  | 2009  |
| --------- | ----- | ----- | ----- | ----- | ----- | ----- |
| Populație | 5.302 | 5.690 | 5.459 | 5.320 | 5.273 | 5.496 |